# Lista över Djurgårdens lagkaptener

## Lista över Djurgårdens lagkaptener
Följande spelare har burit kaptensbindeln i Djurgårdens IF:s herrfotbollslag:
| Säsong | Serie            | Nat     | Lagkapten          | Vicekaptener                                |
| ------ | ---------------- | ------- | ------------------ | ------------------------------------------- |
| 1986   | Allsvenskan      | Sverige | Ulf Lundberg       |                                             |
| 1987   | Division 1 Norra | Sverige | Stephan Kullberg   |                                             |
| 1988   | Allsvenskan      | Sverige | Stephan Kullberg   |                                             |
| 1989   | Allsvenskan      | Sverige | Stephan Kullberg   |                                             |
| 1990   | Allsvenskan      | Sverige | Stephan Kullberg   |                                             |
| 1991   | Allsvenskan      | Sverige | Leif Nilsson       |                                             |
| 1992   | Allsvenskan      | Sverige | Thomas Lundmark    |                                             |
| 1993   | Division 1 Norra | Sverige | Thomas Lundmark    |                                             |
| 1994   | Division 1 Norra | Sverige | Kenneth Bergkvist  |                                             |
| 1995   | Allsvenskan      | Sverige | Stefan Alvén       |                                             |
| 1996   | Allsvenskan      | Sverige | Stefan Alvén       |                                             |
| 1997   | Division 1 Norra | Sverige | Stefan Alvén       | Johan Andersson                             |
| 1998   | Division 1 Norra | Sverige | Stefan Alvén       |                                             |
| 1999   | Allsvenskan      | Sverige | Stefan Alvén       |                                             |
| 2000   | Superettan       | Sverige | Magnus Pehrsson    | Markus Karlsson och Magnus Samuelsson       |
| 2001   | Allsvenskan      | Sverige | Magnus Pehrsson    | Markus Karlsson och Patrik Eriksson-Ohlsson |
| 2002   | Allsvenskan      | Sverige | Markus Karlsson    | Patrik Eriksson-Ohlsson                     |
| 2003   | Allsvenskan      | Sverige | Markus Karlsson    | Mikael Dorsin och Patrik Eriksson-Ohlsson   |
| 2004   | Allsvenskan      | Sverige | Markus Karlsson    | Andreas Johansson och Johan Arneng          |
| 2005   | Allsvenskan      | Sverige | Markus Johannesson | Toni Kuivasto och Johan Arneng              |
| 2006   | Allsvenskan      | Sverige | Markus Johannesson | Toni Kuivasto och Mattias Jonson            |
| 2007   | Allsvenskan      | Sverige | Markus Johannesson | Toni Kuivasto och Mattias Jonson            |
| 2008   | Allsvenskan      | Sverige | Markus Johannesson | Toni Kuivasto och Mattias Jonson            |
| 2009   | Allsvenskan      | Sverige | Markus Johannesson | Daniel Sjölund och Mikael Dahlberg          |
| 2010   | Allsvenskan      | Gambia  | Pa Dembo Touray    |                                             |
| 2011   | Allsvenskan      | Sverige | Joel Riddez        |                                             |
| 2012   | Allsvenskan      | Finland | Joona Toivio       |                                             |
| 2013   | Allsvenskan      | Kosovo  | Erton Fejzullahu   |                                             |
| 2014   | Allsvenskan      | Sverige | Emil Bergström     |                                             |
| 2015   | Allsvenskan      | Sverige | Emil Bergström     |                                             |
| 2016   | Allsvenskan      | Sverige | Kevin Walker       | Kebba Ceesay                                |
| 2017   | Allsvenskan      | Sverige | Kim Källström      | Magnus Eriksson                             |
| 2018   | Allsvenskan      | Sverige | Jonas Olsson       | Andreas Isaksson                            |
| 2019   | Allsvenskan      | Sverige | Marcus Danielson   |                                             |
| 2020   | Allsvenskan      | Sverige | Jesper Karlström   |                                             |
| 2021   | Allsvenskan      | Sverige | Magnus Eriksson    | Jacob Une                                   |
| 2022   | Allsvenskan      | Sverige | Magnus Eriksson    |                                             |
| 2023   | Allsvenskan      | Sverige | Magnus Eriksson    |                                             |
| 2024   | Allsvenskan      | Sverige | Magnus Eriksson    | Marcus Danielson                            |
| 2025   | Allsvenskan      | Sverige | Jacob Une          | Marcus Danielson, Rasmus Schüller           |